# Peder Brønnum Scavenius
Peder Brønnum Scavenius (6. januar 1795 i København – 4. december 1868 på Gjorslev) var en dansk politiker og godsejer.
Han blev født i København som ældste søn af Jacob Brønnum Scavenius og hustru Karine Lucie født Debes.
Han blev privat student i 1812, cand.jur. i 1816, kammerjunker i 1818 og ansat i Rentekammeret indtil 1834. Samtidig drev han godserne Gjorslev på Stevns og Klintholm på Møn.
I 1834-48 var han indvalgt i Roskilde Stænderforsamling, derefter som kongevalgt medlem af Den Grundlovgivende Rigsforsamling til 1849, hvor han kæmpede imod Grundlovens vedtagelse. Senere hørte han til det konservative helstatsparti.
Han forsvarede energisk godsejernes interesser, og erklærede sig som tilhænger af deres ret til hustugt over for voksne gifte arbejdere.
Peder Scavenius blev kammerherre i 1840, og i 1843 blev han adlet.
Han var i 1857 medstifter af Privatbanken og medlem af dens bankråd (bestyrelse) indtil sin død. I 1864 købte han Petersgaard mellem Kalvehave og Vordingborg.
I 1837 blev han gift med Charlotte Sophie Meincke, datter af by- og herredsfoged i Stege, etatsråd Carl Henrik Meincke. De fik 3 sønner og 2 døtre. De 2 ældste var Jacob Frederik (1838-1915) og Carl Sophus (1839-1901). Ved faderens død i 1868 arvede Jacob Gjorslev og Carl Klintholm.